# La tregua (película de 1997)
La tregua es una película de 1997 dirigida por Francesco Rosi, protagonizada por John Turturro y basada en la novela homónima escrita por Primo Levi. Es una coproducción entre Italia, Francia, Alemania y Suiza, fue filmada en Turín, Italia y Ucrania. La cinta participó en la selección oficial del Festival de Cannes de 1997.

## Argumento
Es la historia de judíos italianos regresando a casa desde Auschwitz después de la guerra. Muestra sus experiencias reajustando sus vidas y sus miedos acerca de lo que podrían llegar a encontrar en su país de origen. En el invierno de 1945, el ejército soviético libera el campo de concentración de Auschwitz. Como tantos presos de diversas nacionalidades, el químico y humanista Primo Levi (interpretado por John Turturro) comienza su viaje de retorno a su hogar en Turín. Sin saberlo, aborda un tren que va en dirección contraria, a Polonia. Después de un breve tiempo, conoce a Mardenou (Rade Šerbedžija), un pícaro sabio griego  que lleva unas magníficas botas y que le hace cargar con su pesada mochila a cambio de participar de lo que lleva en ella, aunque no le dice lo que es. También le enseña estrategias que luego le servirán, como por ejemplo que es preferible un buen calzado que comida, pues con él puede buscarla. Cuando se despiden, le regala, precisamente, un calzado que llevaba en la mochila. Unido a otros, Primo llega a una casa donde son recibidos a tiros de escopeta, pero logran mostrarles que precisan comida y son aceptados. Primo es encarcelado en un campo de desplazados donde la libertad es limitada, pero la música y el baile reaviva los sentimientos de quienes viven allí. Llega a participar en enfermería, dada su profesión de químico. En ese lugar contempla a una bellísima muchacha rubia pero se limita a mirar cómo se va con otros. Vuelve a encontrarse con Mardenou que se ha montado un burdel con varias mujeres. Luego, vuelven a separarse, pues este se marcha con sus chicas. Más tarde confiesa su estima y admiración por él, a quien considera su maestro, su protector y a la altura de sus más queridos familiares. Los italianos intentarán alcanzar Odesa para poder volver a casa, lo que Primo consigue. Se muestran las terribles consecuencias de la guerra: las destrucciones y el hambre.

## Reparto
- John Turturro como Primo Levi.
- Rade Šerbedžija como Mardenou, el griego.
- Massimo Ghini como Cesare.
- Stefano Dionisi como Daniele.
- Teco Celio como Col. Rovi
- Roberto Citran como Unverdorben.
- Claudio Bisio como Ferrari.
- Andy Luotto como D'Agata.
- Agnieszka Wagner como Galina.
- Lorenza Indovina como Flora.
- Marina Gerasimenko como Maria Fyodorovna.
- Igor Bezgin como Yegorov.
- Aleksandr Ilyin como The Mongol.
- Vyacheslav Olkhovskiy como Teniente Sergei
- Anatoli Vasilyev como Dr. Gotlieb